# Sciaphila schwackeana
Sciaphila schwackeana là một loài thực vật có hoa trong họ Triuridaceae. Loài này được Johow miêu tả khoa học đầu tiên năm 1889.